# Husrev Pacha
Koca Mehmed Hüsrev Paşa ou Husrev Pacha ou encore Khosrou Pacha (1769-1855), parfois surnommé Topal (le Boiteux), fut un homme d'État ottoman, Capitan Pacha, et tardivement Grand vizir (1839 - 1840) sous le règne d'Abdülmecid. Au cours de sa carrière, il combattit l'influence des chefs de guerre locaux, réforma l'armée et transforma la façon de s'habiller dans l'Empire.

## Biographie

### Origines et début de carrière
Né en Circassie, il fut d'abord esclave et s'éleva par son mérite aux plus hautes dignités. Gouverneur de l'Égypte après le départ des Français en 1801, il administra ce pays jusqu'au moment où l'insurrection des Mamelouks soulevés par Méhémet-Ali l'obligea de l'abandonner (1803). 
Il alterna ensuite divers postes de gouverneur, à Thessalonique en 1804 et 1808, en Bosnie en 1806, à Ibrail en 1808 à Silistra en 1809 puis en Tunisie la même année. Il fut nommé une première fois Capitan Pacha de 1811, au cours  de la guerre russo-ottomane, et resta à ce poste jusqu'en 1818, date à laquelle il fut nommé gouverneur de la région de Trébizonde. En 1820 il fut nommé commandant militaire de la zone de la frontière perse.

### Capitan pacha
Il fut nommé à nouveau Capitan Pacha en décembre 1822, pendant la guerre d'indépendance grecque, en remplacement de Kara Mehemet.
Il quitta Constantinople pour sa première campagne navale début mai 1823 ; il leva le siège de Karystos en Eubée et ravitailla les forteresses côtières du Péloponnèse, puis s'installa à Patras fin juin, attendant une armée rassemblée par Youssouf pacha en Épire. Celui-ci étant finalement arrivé seul début août (son armée s'étant débandée à la suite des intrigues d'Omer Vryonis), Hüsrev décida de regagner l'Égée ; après une tentative ratée de ravitailler l'Acrocorinthe, le seul gain ottoman de l'expédition de Dramali pacha de l'année précédente, il quitta Patras le 27 août, laissant une petite escadre sous les ordres de Youssouf pacha. Il traversa les Cyclades, recevant la soumission formelle de Milos et Andros, mais fut accueilli à coups de fusil à Tinos, où s'étaient réfugiés les Grecs de Mykonos et de Syros ; il ne tenta pas d'attaque contre l'île et continua sa route vers Chios et Lesbos, où il arriva en septembre. 
En juin 1824, il fut responsable du massacre de Psara. Il s'attaqua ensuite à Samos, où il fut rejoint par la flotte égyptienne d'Ibrahim Pacha. Tout l'été, des escarmouches opposèrent les flottes ottomane et grecque, jusqu'à la bataille de Gerontas et la victoire des Grecs à l'automne.
En 1825, il seconda les opérations d'Ibrahim pacha dans le Péloponnèse, et de Kioutachis en Grèce continentale, notamment aux opérations du siège de Missolonghi ; après avoir ravitaillé l'armée ottomane entre juin et août, il fut attaqué début août près de Patras par la flotte grecque, et s'enfuit alors vers Alexandrie presque sans combattre. Il poursuivit ensuite des opérations de ravitaillement, après la reprise du siège de Missolonghi par Ibrahim en 1826. Après la chute de la ville en avril et le retour de la flotte ottomane à Constantinople, il participa à l'éradication des janissaires en juin. Il dirigea une nouvelle campagne navale contre Samos entre juillet et novembre 1826, qui fut un nouvel échec.
Au cours des engagements entre les deux flottes, il prit la fuite à de nombreuses reprises devant une flotte grecque de taille et de puissance de feu inférieures, et sa conduite, qualifiée de timorée voire de lâche, est parfois considérée comme un facteur important dans les succès maritimes grecs. Selon G. Finlay, ses manières courtoises et ses considérables capacités le rendaient beaucoup plus apte à être ministre des affaires étrangères que grand amiral de la flotte.

### Suite de la carrière
Il fut démis de ses fonctions dans la flotte à la fin de 1826 ou au début de 1827, en partie à la suite des pressions de son ennemi Mehemet Ali, qui l'accusait de gêner les actions de son fils Ibrahim en Grèce. 
Il fut alors nommé en mai 1827 commandant de la nouvelle armée ottomane, dite Armée Mansure, formée sur le modèle occidental, dont il participa à la création ; il quitta ce poste en 1836, remplacé par un de ses protégés.

### Grand vizir
À la mort du sultan Mahmoud II en juillet 1839, dans les circonstances troublées de la défaite contre l'Égypte, il prit le pouvoir, se nommant lui-même grand vizir ; il occupa ce poste jusqu'en mai 1840.

### Politique
Husrev Pasha aurait adopté plus d'une centaine d'enfants (parfois achetés sur des marchés aux esclaves) qu'il installa, après leur avoir donné une solide éducation, dans les rouages de l'administration ottomane. Il en fut ainsi d'İbrahim Edhem Pasha, un Sciote, acheté à Smyrne sur un marché aux esclaves après le massacre de Chios. Le corps des officiers de la nouvelle armée ottomane comprenait entre 70 et 80 « enfants » de Koca Mehmed Hüsrev Pasha. 
Koca Mehmed Hüsrev Pasha fut aussi déterminant dans le quasi-abandon du turban et l'adoption du fez dans l'Empire. Il l'importa d'Algérie et de Tunisie où il l'avait vu lors de ses voyages à travers la Méditerranée en tant que Capitan-Pacha.